# Alpské země
Alpské země jsou evropské státy, na jejichž území leží pohoří Alpy. Patří mezi ně 5 až 9 evropských států. 

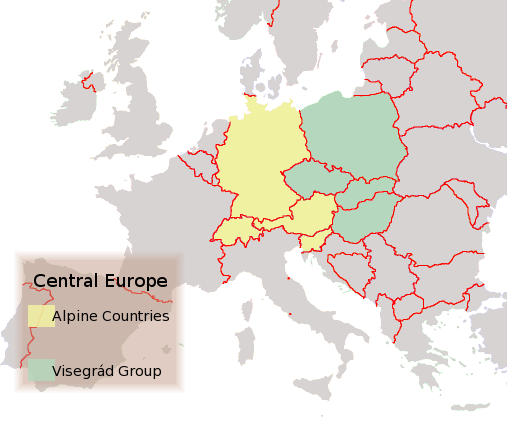
Alpské země a Visegrádská skupina

Jedná se především o skupinu pěti zemí, která patří do střední Evropy (spolu se zeměmi Visegrádské skupiny). Skupina je pojmenována podle pohoří Alpy, největšího pohoří v Evropě rozkládajícího se od Rakouska po Francii přes Slovinsko, Itálii, Švýcarsko, Lichtenštejnsko a částečně i Německo (s trochou nadsázky bychom mohli říci, že 2 nepatrné kopcovité oblasti leží na území Maďarska). Všechny tyto země na svém území zahrnují část Alp a jsou nazývány souslovím alpské země. Ačkoliv i Francie a Itálie mají pohoří, které jsou součásti Alp, nejsou vždy považovány za alpské země.

## Seznam
- Francie
- Itálie
- Švýcarsko
- Lichtenštejnsko
- Rakousko
- Slovinsko
- Německo
- (Maďarsko)